# Alexander Rudd

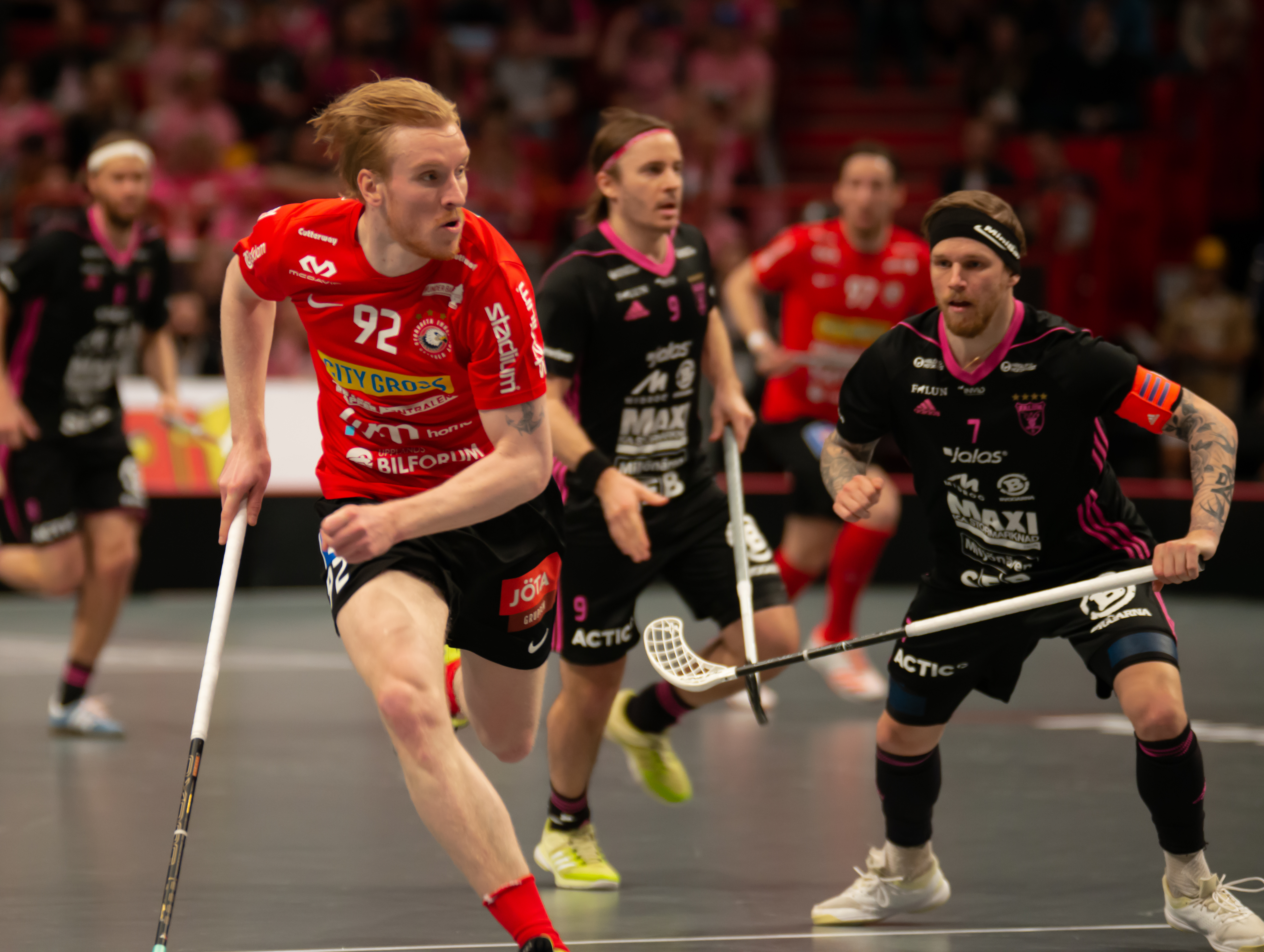
Alexander under segermatchen I SM-finalen 2017/2018. Här tillsammans med två andra stora spelare, Alexander Galante Carlström och Rasmus Enström

Alexander Rudd, född 22 juni 1992, är en svensk innebandyspelare i Storvreta IBK. Han började sin innebandykarriär i IBK Alba. 
Alexander Rudd är en innebandyspelare i Gävle GIK, tidigare spelare i IBF Falun och RIG Umeå. Rudd är känd för sin speciella hook, som är vinklad som ett S, där han använder klacken för forehand och den bakåtvinklade toppen till backhand. Hans spelstil sticker ut från mängden då han är expert med backhand och spel med en hand. Han debuterade i A-landslagset hösten 2012, där har han efter 15 matcher och producerade 14 poäng.
Under Euro Floorball Tour (EFT) i Uppsala 2018 gjorde Alexander sin 50:e landskamp. I jubileumsmatchen mot Schweiz gjorde Alexander  tre mål och en assist. Alexander blev svensk mästare 2017/2018 med Storvreta efter finalseger mot Falun.
Rudd lämnade Storvreta efter säsongen 2020/2021 för spel i AD Astra Sernen i den högsta Schweiziska divisionen. Laget gick tungt och kontraktet med klubben bröts i förtid. Anledningen till uppbrottet var att 29-åringen var frånvarande en längre tid på grund av hälsoskäl.
Inför säsongen 22/23 skrev Rudd på för SSL nykomlingarna Gävle GIK.